# Thiệu Khánh
Thiệu Khánh là một phường thuộc thành phố Thanh Hóa, tỉnh Thanh Hóa, Việt Nam.

## Địa lý
Phường Thiệu Khánh nằm ở phía bắc thành phố Thanh Hóa, có vị trí địa lý:
- Phía đông giáp phường Thiệu Dương
- Phía tây giáp huyện Thiệu Hóa
- Phía nam giáp xã Thiệu Vân
- Phía bắc giáp huyện Thiệu Hóa (qua sông Chu) và huyện Hoằng Hóa (qua sông Mã)

Phường có diện tích 5,32 km², dân số năm 2019 là 12.425 người, mật độ dân số đạt 2.336 người/km².

## Lịch sử
Trước đây, Thiệu Khánh là một xã thuộc huyện Thiệu Hóa.
Ngày 29 tháng 2 năm 2012, xã Thiệu Khánh được chuyển từ huyện Thiệu Hóa về thành phố Thanh Hóa.
Ngày 9 tháng 12 năm 2020, Ủy ban Thường vụ Quốc hội ban hành Nghị quyết 1108/NQ-UBTVQH14 về việc thành lập các phường thuộc thành phố Thanh Hóa (nghị quyết có hiệu lực từ ngày 1 tháng 2 năm 2021). Theo đó, thành lập phường Thiệu Khánh trên cơ sở toàn bộ 5,32 km² diện tích tự nhiên và 12.425 người của xã Thiệu Khánh.

## Văn hóa

### Di chỉ khảo cổ học
- Di chỉ Núi Đọ

### Di tích
- Chùa Vồm: là một ngôi chùa được xây dựng vào thế kỷ 19 thuộc tổng Đại Bối, huyện Đông Sơn, phủ Thiệu Hóa (trước là phủ Thiệu Thiên), nay thuộc phường Thiệu Khánh, thành phố Thanh Hóa; tên chữ là chùa Đại Hùng, dựng khoảng giữa thế kỉ 15, thời Hậu Lê, dựa lưng vào núi. Trước chùa còn có 2 con rồng đá lớn. Tượng Phật Di Đà trong chính diện cao 6m tạc vào vách núi. Bên hông chùa có bậc cấp dẫn lên lưng chừng núi, có phủ thờ mẫu Liễu Hạnh.
- Chùa Đọ.